# Richard Montgomery
Richard Montgomery (Dublin, 2 de dezembro de 1738 — Cidade de Quebec, 31 de dezembro de 1775)  foi um soldado irlandês que primeiro serviu no exército britânico. Mais tarde, ele tornou-se Major-general no Exército Continental durante a Guerra Revolucionária Americana, ficando famoso por liderar a invasão do Canadá em 1775.

Invasão Americana do Canadá

Montgomery nasceu e cresceu na Irlanda. Em 1754, ele matriculou-se no Trinity College (Dublin), e dois anos depois juntou-se ao Exército britânico para lutar na Guerra Franco-Indígena. Ele subiu constantemente nas fileiras, servindo na América do Norte e depois no Caribe. Após a guerra, ele estava estacionado no Forte Detroit durante a Rebelião de Pontiac, regressando depois à Grã-Bretanha por razões de saúde. Em 1773, Montgomery voltou às Treze Colônias, casou-se com Janet Livingston e começou uma vida de fazendeiro.

## Biografia
Quando a Guerra Revolucionária Americana rebentou, Montgomery aderiu à causa Patriota e foi eleito para o Congresso Provincial de Nova Iorque em maio de 1775. Em junho, recebeu a comissão de brigadeiro-general no Exército Continental. Depois que Phillip Schuyler ficou doente demais para liderar a invasão do Canadá, Montgomery assumiu o seu lugar. Ele capturou o Forte St. Johns e depois Montreal, em novembro, avançado depois para a cidade de Quebec, onde se juntou a outra força sob o comando de Benedict Arnold.

## Morte
Na manhã de 31 de dezembro de 1775, um domingo, Montegomery liderava um ataque à cidade, onde foi morto durante a batalha. Os britânicos encontraram o seu corpo e deram-lhe um enterro com todas as honras. Os seus restos mortais foram transferidos para a cidade de Nova Iorque, em 1818.